# Gerhard Breit (Politiker)
Gerhard Breit (* 25. September 1930 in Schiffweiler; † 15. Mai 1990 in Wellesweiler) war ein deutscher Politiker (CDU), Landrat des Landkreises St. Wendel und zuletzt Ministerialdirektor.

## Leben
Nach Ende seiner schulischen Ausbildung absolvierte Breit ein Studium der Rechtswissenschaften. Später war er als Verwaltungsjurist im saarländischen Innenministerium tätig. Als die Stelle des Landrats im Landkreis St. Wendel im Dezember 1972 durch den Weggang Werner Zeyers vakant geworden war, wurde Gerhard Breit vom 23. Dezember 1972 bis zum 23. März 1974 dessen Nachfolger. Nach seiner Ernennung zum Ministerialdirektor 1974 war er Ständiger Vertreter des saarländischen Innenministers. Breit wurde 1985 in den Ruhestand versetzt.